# Vince Neil
Vince Neil Wharton (Hollywood, California; 8 de febrero de 1961) es un cantante y compositor estadounidense, conocido principalmente por ser el vocalista de la banda de glam metal Mötley Crüe. Está ubicado en el puesto N°33 de Los 100 Mejores Vocalistas del Metal de todos los tiempos, según la revista Hit Parader.

## Biografía
Vince Neil nació en Hollywood (California) en el seno de una familia de clase media-baja. Vince tiene ascendencia mexicana por parte materna (Shirley Ortiz) y estadounidense por parte paterna (Clois Wharton). En los 60s, su familia se mudó al suroeste de California (Watts), a un barrio marginal. Allí fue donde comenzó a desarrollar cierta simpatía por las peleas y las drogas, descubriendo más tarde (sobre los 10-13 años) lo que era el sexo. Finalmente, cuando sus padres se dieron cuenta de que ese no era el mejor ambiente en el que educar a sus hijos se mudaron a Glendora. Vince asistía al Sunflower Intermediate School y más tarde, al Royal Oak High School. En este último conoció a Tommy Lee, sin embargo, en aquel entonces nunca compartieron mucho entre ellos.
Vince nunca tuvo demasiado interés ni éxito en el instituto. Solamente asistía a las clases que le interesaban (que por aquel entonces eran “música” y “arte”). Sus aficiones eran: la música, el surf y las mujeres. A los 15 años, Vince fue padre de un niño al que llamaron Neil. Los padres de ella se encargaron de cuidarle y educarle y los de Vince le pagaban una pensión alimenticia. Vince no volvió a ver a su hijo hasta varios años más tarde.
Vince comenzó su carrera musical en el área de Sunset Strip en Los Ángeles, con su banda Rock Candy, la cual ya tenía cierto renombre. Sin embargo, en 1981 el guitarrista y el bajista comenzaron a dejar de lado a Vince y al batería. Ese fue el comienzo del Mötley Crüe que conocemos actualmente. A Mick Mars no le convencía el cantante que tenían y le dijo a Tommy que quería a “ese rubito guaperas de Rock Candy” y así fue cómo Vince entró en Mötley Crüe.

### Matrimonios
Su primer matrimonio fue en enero de 1983 con la ex groupie Beth Lynn, con la que tuvo una niña (Elizabeth Ashley), la segunda tras un primer hijo que Vince tuvo en la adolescencia (Neil). En 1985 la pareja se divorció tras la salida de Vince de prisión por el homicidio involuntario en un accidente de tránsito de su amigo Nicholas Dingley,  apodado "Razzle". Beth vació la casa que compartían al completo y se llevó a su hija con ella antes de que su marido saliera de la cárcel.
Su segundo matrimonio fue en el 1987 con Sharise Ruddell, una luchadora de barro y modelo que apareció en el videoclip de Girls, Girls, Girls. Fruto de ese matrimonio nació su hija Skylar Lynnae, quien falleció a los cuatro años de edad debido a un tumor que se extendió por casi todos sus órganos. La pareja se divorció en 1993.
Su tercer matrimonio fue en el 2000 con la conejita Playboy Heidi Mark. Tras siete años de noviazgo la pareja decidió casarse pero solo duraron un año como casados. En el 2001 el amor se acabó y se divorciaron.
Su cuarto matrimonio fue con Lia Gerardini en 2005. Vince anunció su separación en el 2010.
Actualmente en 2014 Vince se encuentra vinculado sentimentalmente a la artista de maquillaje Rain Hannah Andreani con la cual espera estabilizarse en la parte amorosa.

### Violencia intrafamiliar
En el año 2011 golpeó y amenazó a su exnovia Alicia Jacobs en un casino de Las Vegas, en presencia de dos amigos de ella, uno de los cuales es periodista en el diario Las Vegas Sun. El cantante se declaró culpable en los tribunales por un delito menor de alteración del orden público para así evitar un cargo mayor.
En el año 2016 atacó físicamente a Kelly Guerrero, una enfermera a la que dejó en el hospital debido a las agresiones. La enfermera estaba con su hijo cuando el niño vio que Nicholas Cage estaba con el cantante, y luego de pedirle un autógrafo al actor, Vince Neil la atacó. Este incidente de violencia  quedó registrado en video.

### Popularidad
En 1981, Mötley Crüe lanzó su primer álbum sin ayuda de ninguna discográfica y vendió rápidamente más de 20.000 copias, lo que hizo que los sellos discográficos se fijaran en ellos y les ficharan rápidamente.
En 1983, lanzaron Shout at the Devil, un éxito comercial que estableció a la banda como una de las más importantes del glam metal de los 80's. 
En 1984, después de un tour con Ozzy Osbourne, Neil sufrió un accidente automovilístico causado por el exceso de alcohol, en Redondo Beach, California. 
El pasajero en su DeTomaso Pantera, Nicholas "Razzle" Dingley, baterista de Hanoi Rocks, murió como consecuencia. 
Beth Lynn y Neil se divorciaron en 1985, y ese mismo año, después de cumplir una corta sentencia en prisión, Neil se reunió con Mötley Crüe para la grabación de Theatre Of Pain.
Grabó un nuevo disco con Mötley Crüe: Girls, Girls, Girls, lanzado en 1987, y se casó con Sharise Ruddell en abril de 1988. 
La banda lanzó su álbum más exitoso, Dr. Feelgood, en 1989, después de pasar por un proceso de rehabilitación por adicción a las drogas. Durante los MTV Video Music Awards de 1989, Neil tuvo una pelea con Izzy Stradlin, guitarrista de Guns N' Roses, debido a que este había acosado a su esposa. Neil golpeó a Izzy, lo que causó que Axl Rose se metiera en la pelea. Posteriormente, Axl compuso Shotgun Blues, una canción donde reta a Vince Neil a una pelea, él respondió pero la pelea nunca se llevó a cabo. 
En 1991 lanzan su álbum recopilatorio Decade of Decadence, donde hacen un repaso a toda su carrera hasta ese momento. Meses después Vince anuncia que deja la banda, aunque por parte del grupo se declara que Neil fue expulsado. Lo que ocurrió en realidad sólo lo saben ellos.

### Regreso a Mötley Crüe
Para 1997 el éxito de la carrera de Neil como solista y el de su antigua banda Mötley Crüe estaban en mutuo descenso, así que Neil aceptó su invitación para regresar al grupo. Lanzaron el álbum Generation Swine antes de que la tensión entre los miembros causara que Tommy Lee abandonara al grupo. 
Lo reemplazaron con Randy Castillo, quien murió de cáncer en el 2002.

### Carrera como solista
Neil se separó (o le despidieron) de Mötley Crüe para comenzar una carrera como solista a partir de febrero de 1992. En la autobiografía de la banda, The Dirt, se dice que fue despedido porque mostraba más interés en las carreras de autos que en el grupo, ya que participaba en la Indy Lights en ese entonces.
Algunos de los músicos que Neil reclutó después de su despido, fueron Steve Stevens (antes guitarrista de Billy Idol y fundador de Atomic Playboys), Dave Marshall, Robbie Crane y Vik Foxx. 
A mediados de 1993 fue lanzado su debut como solista, Exposed y vendió solamente 300 000 copias en EE. UU., casi la misma cantidad que vendió el álbum Mötley Crüe en 1994, el cual la banda grabó con el vocalista John Corabi (antes en The Scream). Todos los álbumes anteriores de Mötley Crüe habían vendido al menos un millón de copias. 
Sharise Ruddell y Vince Neil se divorciaron en 1993. Dos años después, su hija, Skylar Neil, murió de cáncer.
En 1995 Neil lanzó Carved in Stone, un álbum con un sonido industrial/glam metal producido por los Dust Brothers. El álbum vendió menos de 100 000 copias en EE. UU. y el contrato de Neil con Warner Bros. eventualmene llegó a su fin. Algunas versiones del álbum incluyen "Skylar's Song", escrita únicamente por Neil.
En mayo de 2000, Neil se casó con la playmate Heidi Mark. Se divorciaron en agosto de 2001.
Como cliente regular del burdel Moonlite Bunny Ranch, en julio de 2003, Neil fue acusado de asalto después de que una prostituta declaró que él la tomó por el cuello y la lanzó contra una pared. Un año antes, Neil había sido arrestado acusado de haber golpeado al productor Michael Schuman.
En el 2002, Neil estuvo en el reparto de la primera temporada de The Surreal Life.
En el 2003, Vince Neil apareció como solista en el "Rock Never Stops Tour" junto con otras bandas de hard rock de los 80's. Ese mismo año lanza su tercer disco en solitario, esta vez grabado en vivo Live at the Whisky: One Night Only.
En enero de 2004 se casó con Lia Gerardini. La ceremonia fue oficiada por el ministro y también parte del reparto de The Surreal Life, MC Hammer.
En el 2004, Vince apareció de nuevo en televisión para el programa especial Remaking Vince Neil (Rehaciendo a Vince Neil), la cual lo mostraba tratando de alcanzar el éxito como solista, sin embargo, fue Mötley Crüe quien recibió el relanzamiento al éxito, ya que Neil y Tommy Lee pusieron a un lado sus diferencias y la banda se fue de tour para promocionar el álbum Red, White and Crüe.
El 30 de junio de 2006, durante un concierto en Tampa (Florida), Vince Neil se cayó del escenario debido a una intoxicación. El otro vocalista de Mötley Crüe, John Corabi, quien estaba de tour con Ratt, subió al escenario para continuar el concierto con Neil, a pesar de que John cantó casi todo lo que quedó del show, mientras las palabras de Vince eran casi inentendibles.
El 8 de enero de 2007 se anunció que Vince haría un pequeño tour por Australia, presentándose en Sídney, Melbourne, Brisbane y Perth. El tour fue cancelado el 6 de marzo de 2007 debido a la falta de ventas de los boletos.
A principios de 2010, se confirmó una gira sudamericana, que incluyó países como Chile, Argentina y Brasil.
En dichos lugares hizo un adelanto de su nuevo álbum solista Tattoos & Tequila, el cual apareció en junio de 2010.

## Discografía como solista

### Álbumes
- Exposed, 1993
- Carved in Stone, 1995
- Live at the Whisky: One Night Only, 2003
- Tattoos & Tequila, 2010

### Sencillos
- "You're Invited (But Your Friend Can't Come)", 1992
- "Sister of Pain", 1993
- "Can't Change Me", 1993
- "Can't Have Your Cake, 1993
- "The Crawl", 1995
- "Skylar's Song", 1995
- "Promise Me", 2005
- "Tattoos & Tequila", 2010